# Anton Buttiġieġ

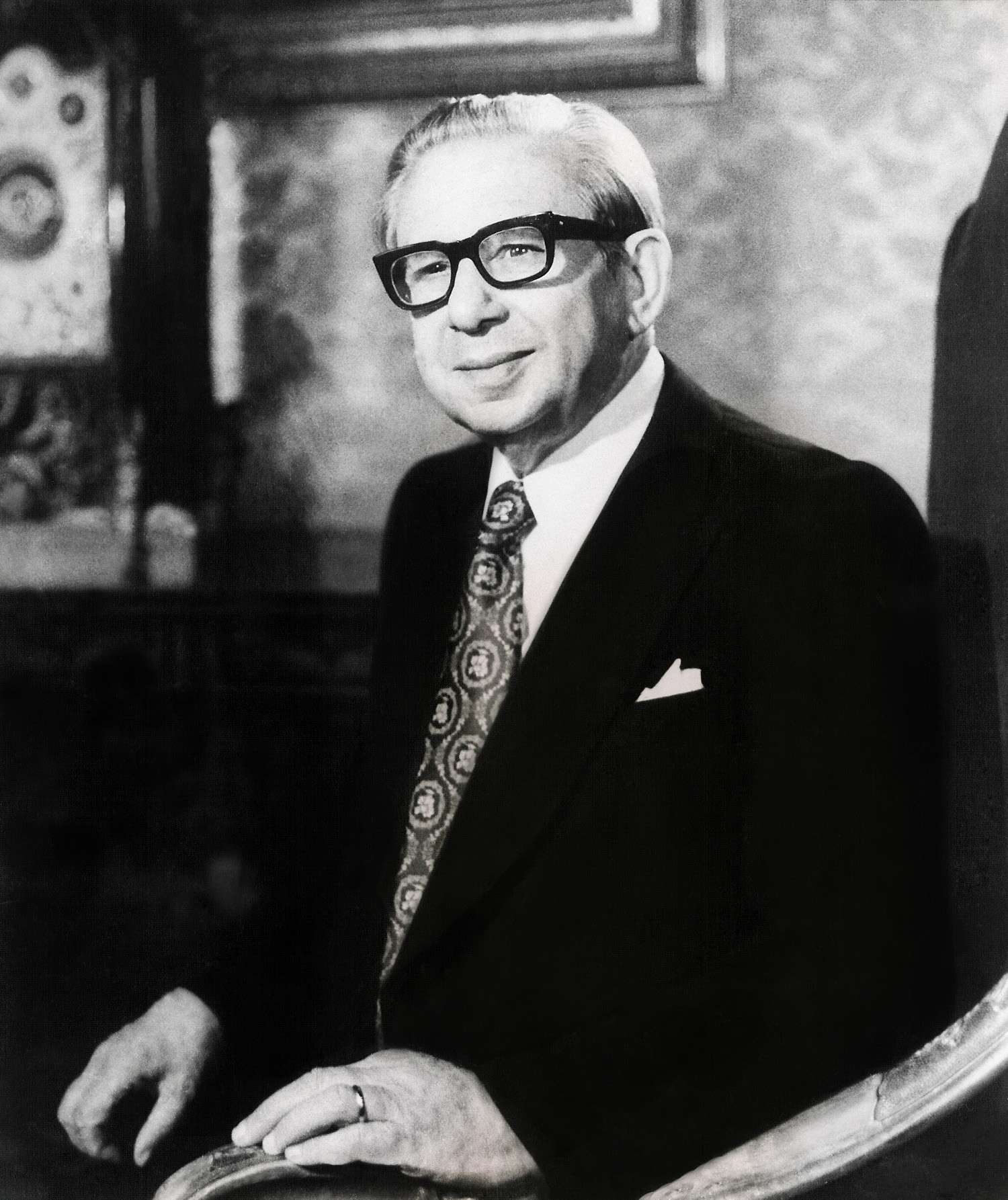
Anton Buttiġieġ

Anton Buttiġieġ (* 19. Februar 1912 in Qala auf der Insel Gozo; † 5. Mai 1983) war ein maltesischer Politiker, Schriftsteller und 1976 bis 1981 Präsident von Malta.

## Studium und erste berufliche Tätigkeiten
Buttiġieġ studierte Rechtswissenschaften an der Universität Malta und schloss dieses 1934 mit einem Bachelor of Arts ab. 1940 promovierte er zum Doctor of Laws (LL.D.).
Während des Zweiten Weltkrieges war er von 1942 bis 1944 Polizeiinspektor. Anschließend war er als Rechtsanwalt tätig. Darüber hinaus war er 1946 bis 1948 Gerichtsreporter und Leitartikelautor der Times of Malta. Von 1959 bis 1970 war er Herausgeber der Tageszeitung The Voice of Malta.

## Politische Laufbahn

### Abgeordneter
Buttiġieġ wurde als Mitglied der Partit Laburista 1955 in einer Nachwahl erstmals zum Mitglied des Repräsentantenhauses gewählt. Dieses Mandat behielt er bis zu seinem Mandatsverzicht im Oktober 1976. Als solcher war er 1958 und 1964 Mitglied von Delegationen in London zur Erarbeitung einer Maltesischen Verfassung. Von 1967 bis 1971 war er Mitglied der Konsultativversammlung des Europarates und deren gewählter Vizepräsident in der Sitzungsperiode 1967 bis 1968.

### Vizepremierminister

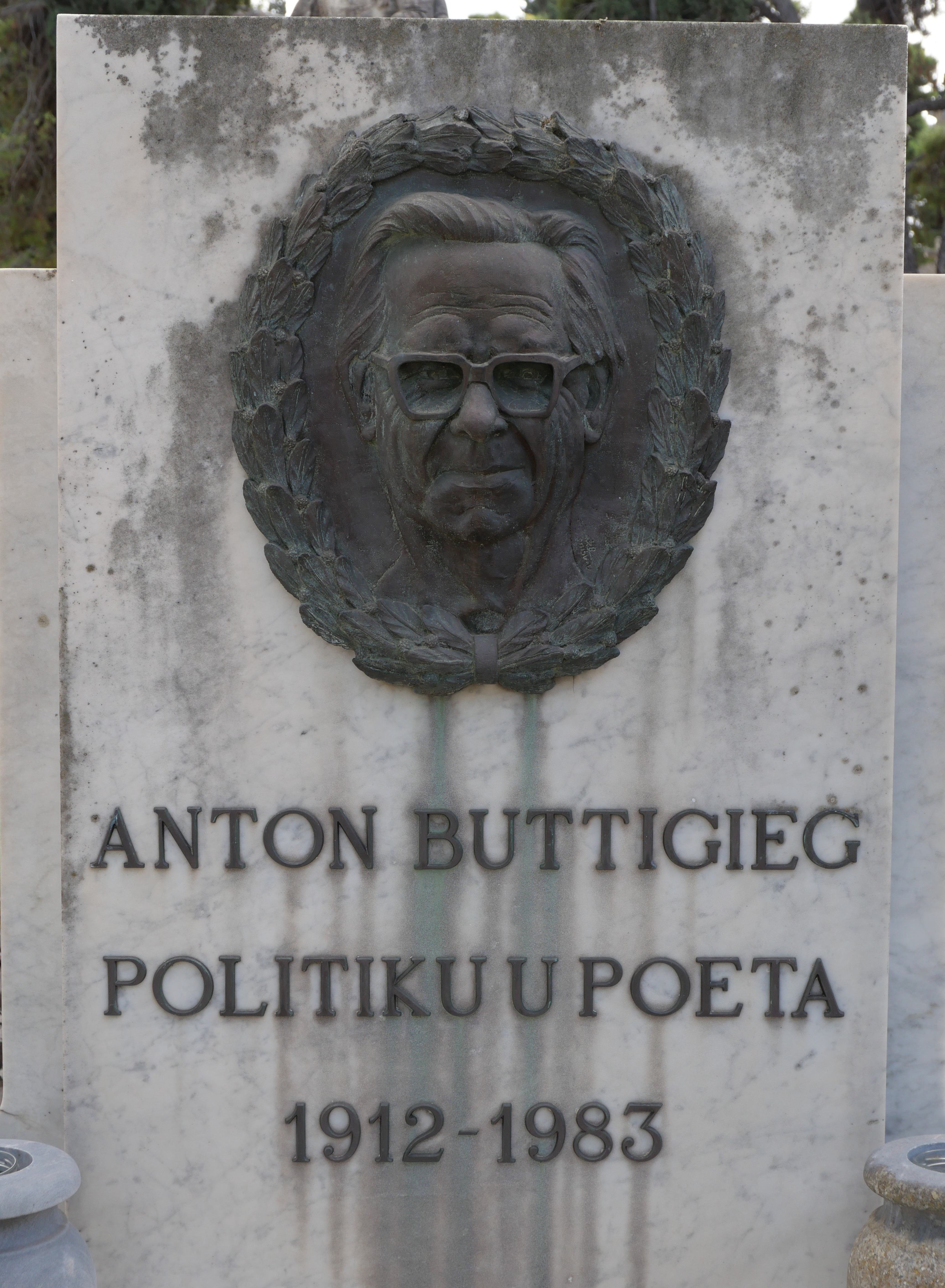
POLITIKU U POETA - Buttigiegs Grabstein auf dem Addolorata-Friedhof in Paola, dem größten Friedhof des Landes.

1959 bis 1961 war Buttiġieġ Präsident und anschließend von 1962 bis 1976 stellvertretender Vorsitzender der Labour Party. Als die Maltese Labour Party (MLP) mit Dom Mintoff am 21. Juni 1971 wieder die Regierung stellte, wurde Buttiġieġ von diesem zum Stellvertretenden Premierminister sowie zum Minister für Justiz und Parlamentarische Angelegenheiten ernannt.

### Präsident der Republik Malta
Am 27. Dezember 1976 wurde er als Nachfolger von Sir Anthony Mamo zum zweiten Präsidenten der Republik Malta gewählt. Dieses Amt übte er bis zum Ablauf der fünfjährigen Amtszeit am 27. Dezember 1981 aus. Nachfolger als amtierender Präsident wurde Albert Hyzler.
Sein Grab befindet sich auf dem Addolorata-Friedhof in Paola.

## Schriftsteller
Anton Buttiġieġ war darüber hinaus bereits seit seiner Studentenzeit als Schriftsteller und Dichter tätig. Für sein literarisches Werk erhielt er einige Auszeichnungen. Als Dichter setzte er sich insbesondere für den Gebrauch der maltesischen Sprache ein. Er war am 26. Januar 1931 Gründungsmitglied der Vereinigung der Universitätsstudenten für die Maltesische Sprache und seit 20. März 1938 Mitglied der Akademie der maltesischen Sprache. Seine Gedichte wurden in mehrere Sprachen übersetzt. Zu seinen bekannteren Werken gehören:
- The Lamplighter, 1977 (Co-Autor Francis Ebejer), ISBN 0727501895; dt.: Der Laternenanzünder, Berlin 1979.
- Tony the Sailor's Son, 1983, ISBN 0906383234.
- I-isbah zmien ta'hajti, 1990 (posthum)[1]